# Маркус Бюхлер
Маркус Вольфганг Бюхлер (нар. 22 липня 1955) — німецький хірург і професор університету. Він спеціалізується на шлунково-кишковій, гепатобіліарній та трансплантаційній хірургії, а також відомий завдяки унікальним операціям на підшлунковій залозі.

## Біографія
Бюхлер народився у Саарлуї, протекторат Саар (нині федеративна земля Саар на південному заході Німеччини) у сім'ї лікаря-терапевта Ойгена Бюхлера та його дружини Еріки. Він провів свої шкільні роки у Діллінгені й у католицькій школі-інтернаті Лендер у Засбаху у 1974 році. Маркус Бюхлер одружений з Гедвігою Марією Брейніг-Бюхлер і має чотирьох дітей.

## Медична та наукова кар'єра
З 1974 до 1979 рік Бюхлер вивчав медицину у Гайдельберзькому університеті Рупрехта Карла. Згодом він навчався загальної та серцево-судинної хірургії у Вільному університеті Берліна у 1979/80 роках, де після завершення навчання у 1980 році отримав медичну ліцензію. Того ж року він захистив докторську дисертацію та здобув ступінь доктора медицини у Гейдельберзькому університеті. Далі він спеціалізувався з хірургії в Університеті Ульма, де отримав кваліфікацію для габілітації та був призначений лікуючим хірургом у 1987 році. В Ульмі Бюхлер познайомився зі своїм англійським колегою Джоном Неоптолемосом, і разом вони заснували Європейське дослідження раку підшлункової залози (ESPAC). У 1991 році він став доцентом і заступником завідувача кафедри хірургії Університету Ульма. У 1993 році Бюхлер переїхав до Швейцарії, де став професором хірургії та завідувачем кафедри вісцеральної та трансплантаційної хірургії Бернського університету. У 1999 році він також очолив кафедру шлунково-кишкового тракту, захворювань печінки та легенів Бернського університету. У червні 2000 року його запросили на кафедру загальної та вісцеральної хірургії в Університеті Ульма, але не склалося. У 2001 році він повернувся до Німеччини, отримав посаду професора хірургії та став головою відділення загальної, вісцеральної та трансплантаційної хірургії в університетській лікарні. З 2003 року він — медичний директор відділення хірургії університетської лікарні. Паралельно він очолює відділення хірургії у лікарні Салем у Гейдельберзі з 2005 року, у загальній лікарні в Зінсхаймі з 2009 року, у загальній лікарні в Ебербаху з 2012 року та в загальній лікарні у Геппенгаймі з 2013 року. У 2023 році Бюхлер залишив Гайдельберг та почав працювати директором нового Центру раку підшлункової залози у Лісабоні, Португалія.
Бюхлер спеціалізується на захворюваннях шлунково-кишкового тракту, особливо гепатобіліарної системи. Його хірургічна спеціалізація — гепатобіліарна, колоректальна та підшлункова залоза, а також хірургія трансплантації. Як хірург він розробив нові хірургічні методи та разом зі своїм штатом у Гейдельберзі проводить понад 800 операцій на підшлунковій залозі на рік. За його ініціативи у Гайдельберзькій університетській лікарні було створено Європейський центр підшлункової залози. Як академічний хірург, він спеціалізується на трансляційній медицині, онкологічній хірургії та розробці нових хірургічних методик. Він є співавтором понад 2500 наукових публікацій, присвячених раку шлунково-кишкового тракту, захворюванням підшлункової залози та клінічним хірургічним питанням.
Серед інших, Маркус Бюхлер був обраний президентом Швейцарського товариства вісцеральної хірургії у 1999 та 2000 роках, віцепрезидентом Швейцарського хірургічного товариства у 2000 році, президентом Європейського панкреатичного клубу у 2002 році, президентом Міжнародної гепато-панкреато-біліарної асоціації (IHPBA, 2006—2008), головою Німецького товариства загальної та вісцеральної хірургії (DGAV) у 2010—2011 роках та президентом Німецького хірургічного товариства хірургії (DGCH) у 2012 році. Він є редактором і членом редакційних колегій міжнародних медичних журналів, був головним редактором «Digestive Surgery» з 1995 року, а з 2010 до 2023 рік він був головним редактором «Langenbeck's Archives of Surgery».

## Наукові заслуги
З 2009 року Маркус Бюхлер є членом Німецької академії наук Леопольдіна.
Бюхлер є почесним членом багатьох професійних товариств, зокрема Королівського медичного товариства Англії з 1998 року, Королівського коледжу хірургів Англії з 2009 року, Американської хірургічної асоціації з 2010 року й Американського коледжу хірургів з 2013 року. Він отримав численні нагороди, як-от у 2016 році премію за життєві досягнення від Європейського панкреатичного клубу (EPC), у 2020 році статус живої легенди Міжнародної гепато-панкреато-біліарної асоціації (IHPBA), а у 2021 році премію від Німецького товариства раку.
Бюхлеру надано почесний ступінь професора Залізничного медичного коледжу Нанкіна, КНР, Південно-Східного університету Нанкіна, КНР, Науково-технологічного університету Хуачжун в Ухані, Китай, Республіканського університету у Монтевідео, Уругвай, Нанкінським медичним університетом, КНР, і Празьким університетом, Чехія. Йому надано почесний ступінь доктора медицини Університету медицини та фармації ім. Іуліу Хацієгану в Клуж-Напоці, Західного університету Василя Голдіша в Араді, Румунія, Белградського університету, Сербія, Білоруської медичної академії післядипломної освіти у Мінську, Вільнюського університету, Литва, Нанкінського медичного університету, КНР, й Університету Печа, Угорщина.

## Нагороди
- Премія Людвіга Рена Асоціації хірургів Середнього Рейну (1987)[5][19]
- Нагорода за дослідження Товариства комп'ютерної томографії тіла та МРТ (1991)[5]
- Нагорода Європейської асоціації гастроентерології й ендоскопії (1993)[5]
- Наукова премія Швейцарського товариства хірургії (1995)[5]
- Премія з хірургії Швейцарського товариства хірургії (1996)[5]
- Премія Макса Сіурали, Фінське товариство гастроентерології (2005)[20]
- Премія Ентоні Гімберна, Каталонська спілка хірургії (2005)[21]
- Медаль Амундсена Інституту хірургічних досліджень Університету Осло (2013)
- Премія Рудольфа-Ценкера Німецької хірургічної асоціації (DGCH) (2014)[22]
- Статус довічного сенатора Німецької хірургічної асоціації (DGCH) (2016)[22]
- Премія Європейського панкреатичного клубу за життєві досягнення (2016).
- Премія Карла-Генріха-Бауера Німецької хірургічної асоціації (DGCH) (2018)[22]
- У листопаді 2018 року Expertscape визнав доктора Бюхлера № 3 у світі як експерта з раку підшлункової залози[23].
- Deutscher Krebspreis (2021) Німецького онкологічного товариства[17]

## Книги (вибірково)
- Diseases of the Pancreas: Acute Pancreatitis, Chronic Pancreatitis, Neoplasms of the Pancreas. Karger 2004, ISBN 3-8055-7613-7
- Chronic Pancreatitis. Wiley-Blackwell 2002, ISBN 0-632-06399-8